# 프리케

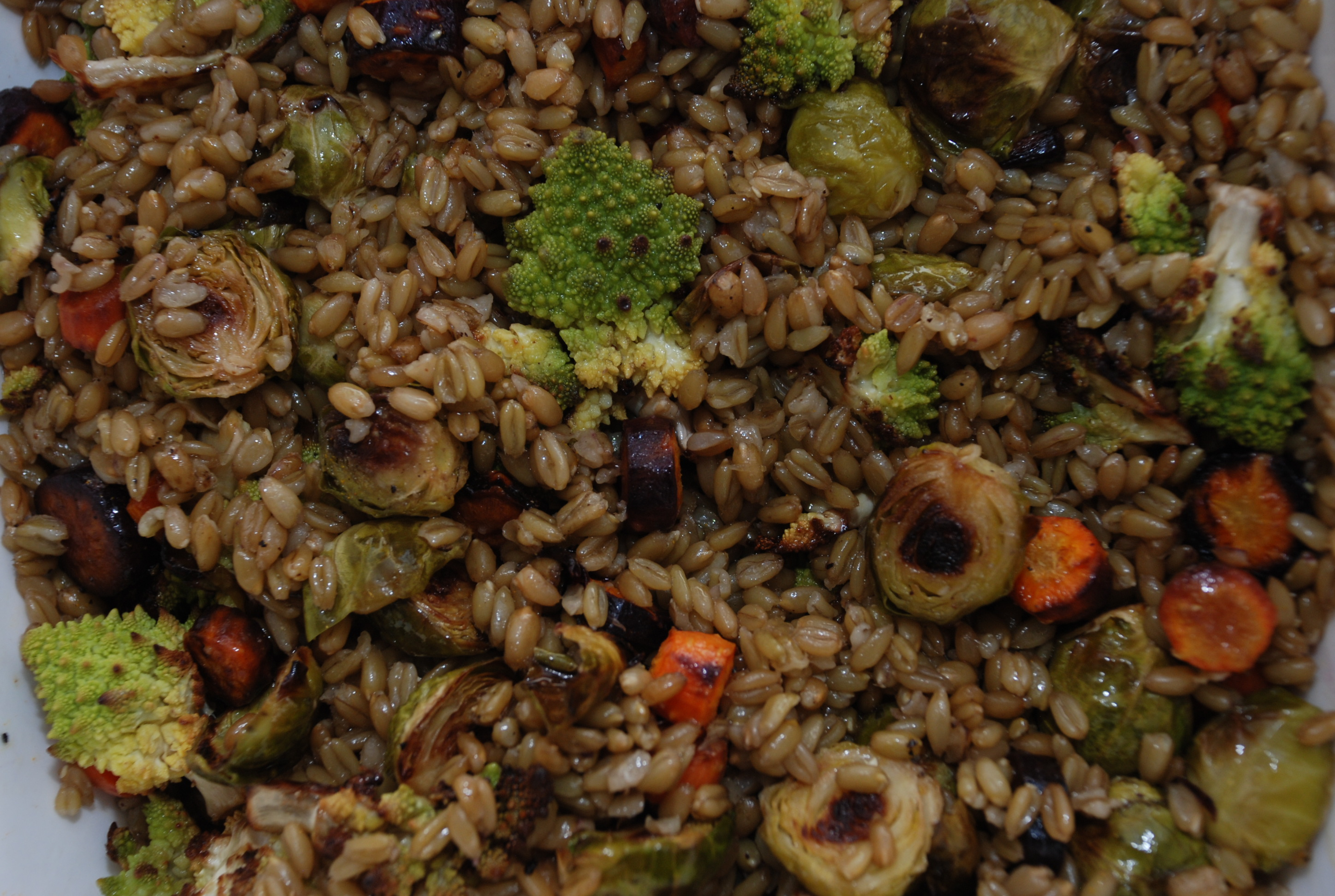
프리케와 구운 채소

프리케(레반트 아랍어: فريكة, 표준 아랍어:  파리카[*]) 또는 프리크(레반트 아랍어: فريك)는 듀럼밀의 풋밀알을 볶아 만든 곡물 음식이다. 풋밀알을 수확해 햇볕에 말린 후, 겉껍질이 검게 그을릴 때까지 볶아 훈연 향을 낸다. 이후 비벼서 겉껍질을 벗긴다. 밀쌀 형태 또는 부르굴 형태로 먹는다. 레반트와 이집트, 튀르키예에서 전통적으로 먹는 식재료이다.

## 같이 보기
- 그륀케른